# مارك هولمز (مصور سينمائي)
مارك هولمز (بالإنجليزية: Mark Holmes)‏ هو مصور سينمائي أمريكي، ولد في 9 مارس 1968.

## وصلات خارجية
- مارك هولمز على موقع IMDb (الإنجليزية)
- مارك هولمز على موقع ألو سيني (الفرنسية)
- مارك هولمز على موقع أول موفي (الإنجليزية)
- مارك هولمز على موقع قاعدة بيانات الفيلم (الإنجليزية)
- مارك هولمز على موقع كينوبويسك (الروسية)